# Ju-ken
Ju-ken(1971년 6월 27일 ~ )은 지바현 후나바시시 출생의 일본의 베이시스트이자 세션 연주자이다. 그는 일본내에서 가장 음악가들에게 인기가 많은 베이스 세션 연주자들 중 한 명이다.

## 경력
27살때 엑스재팬의 베이시스트였던 HEATH의 초청을 시작으로 Ju-ken은 프로 연주자로서의 일을 시작했다.

2008~2009년도에 각트의 라이브 투어 «Requiem et Reminiscence II 〜再生と邂逅〜»에 참여했다.

최근에는 VAMPS와 함께 월드 투어를 성공적으로 마쳤다.

## 악기
Ju-ken은 수제 Sugi 베이스와 펜더 빈티지와 커스텀 베이스를 사용한다.

### Sugi basses (Ju-ken이 직접 명명)
- Sugi Burst
- Sugi Tiki
- Sugi Nero
- Sugi Daruma
- Sugi Spiderman
- Sugi Bel Verde

### 펜더 베이스
- Fender American Deluxe Jazz Bass
- Fender '65 vintage Jazz Bass
- Fender '73 vintage Jazz Bass
- Fender '73 vintage Precision Bass
- Fender '78 vintage Precision Bass
- Fender Precision Bass (현 모델)
- Fender Custom Shop Jazz Bass

### 기타 베이스
- Spector NS-2
- Musicman Stingray
- Michael Kelly Dragon Fly acoustic Bass

### 기타 악기
- Paul Reed Smith Singlecut/20th Artist Package Guitar
- Unidentified Contrabass

### 앰프
- Fender 400h head
- Fender 810 Pro Enclosures cabinet
- MarkBass Mini Cmd 151p combo

### 기타 장비
- Fostex FR-2LE Field Memory Recorder
- Fostex MC11S Stereo Microphone
- Fostex T50RP Headphones